# Локомотиви БДЖ 142-150
Локомотивите 142-150 – 9 броя, попадат в БДЖ с откупуването на железопътната линия Русе-Варна през 1888 г. Те са сред първите доставени за започване експлоатацията от английската компания на братя Барклей, която е и строител на линията.
Локомотивите са единствените английско производство в БДЖ. Строени са през 1868 – 1869 в две фабриките-строителки:
| Експлоатационен номер | Експлоатационен номер | Експлоатационен номер | Експлоатационен номер | Фабрика                                  | фабр. №/ година | Бележки                    |
| Първоначален          | в „СО“ (1873)         | в БДЖ (1888)          | от 1908 г.            | Фабрика                                  | фабр. №/ година | Бележки                    |
| --------------------- | --------------------- | --------------------- | --------------------- | ---------------------------------------- | --------------- | -------------------------- |
| 14                    | 279                   | 279                   | 142                   | „Sharp, Stewart and Company“ – Манчестър | 1865/1868       | Бракуван 1914 г.           |
| 15                    | 280                   | 280                   | 143                   | „Sharp, Stewart and Company“ – Манчестър | 1866/1868       | Бракуван 1914 г.           |
| 16                    | 281                   | 281                   | 144                   | „Sharp, Stewart and Company“ – Манчестър | 1867/1868       | Бракуван 1914 г.           |
| 17                    | 282                   | 282                   | 145                   | „Sharp, Stewart and Company“ – Манчестър | 1868/1868       | Бракуван 1914 г.           |
| 18                    | 283                   | 283                   | 146                   | „Sharp, Stewart and Company“ – Манчестър | 1871/1868       | Бракуван 1914 г.           |
| 19                    | 284                   | 284                   | 147                   | „Sharp, Stewart and Company“ – Манчестър | 1872/1868       | Бракуван 1914 г.           |
| 20                    | 285                   | 285                   | 148                   | „Sharp, Stewart and Company“ – Манчестър | 1873/1868       | Музеен експонат от 1966 г. |
| 21                    | 286                   | 286                   | 149                   | „Sharp, Stewart and Company“ – Манчестър | 1874/1868       | Бракуван 1914 г.           |
| 12                    | 287*                  | -                     | -                     | „Beyer, Peacock and Company“ – Манчестър | 834/1868        | Бракуван 1873 г.           |
| 13                    | 288                   | 288                   | 150                   | „Beyer, Peacock and Company“ – Манчестър | 925/1869        | Бракуван 1914 г.           |

* Mашината с № 287 е бракувана за поддържане на другата с резервни части. Локомотив № 287 никога не е работил в БДЖ.
Локомотивите първоначално носят експлоатационни номера 12 – 21. От 1 юли 1873 г. експлоатацията на линията е прехвърлена на Компанията на Източните железници (Compagnie des Chemins de fer Orientaux) начело с барон Морис дьо Хирш де Герьот (1831 – 1896). По това време става първото преномериране на локомотивите – приемат номерата 279 – 288. След 1888 г. не се преномерират в БДЖ. Това става през 1908 г., когато са преномерирани за последно: 279 – 286 стават 142 – 149, а № 288 – № 150. Липсващият № 287 е бракуваният по-рано еднакъв с № 288 локомотив.
Те са с три свързани колооси, имат триосни тендери. Те са единствените двуцилиндрови локомотиви, експлоатирани в България с парна машина, разположена между рамните платна. Тендерът е с горно ресорно окачване, самите ресори стоят отстрани на водния резервоар. Това техническо решение също не се среща при други локомотиви в България.